# Egyetértés (napilap)
Az Egyetértés a magyarországi függetlenségi párti ellenzék 1874 és 1913 között kiadott napilapja volt.
Korának sikeres sajtóvállalkozója, Csávolszky Lajos alapította 1874-ben, a Baloldal és a Magyar Újság című napilapok összevonásával. Egy évig Egyetértés és Magyar Újság, majd 1875 végétől Egyetértés címen jelent meg Csávolszky, Oláh Károly és Szederkényi Nándor szerkesztésében. 1877-től kizárólag Csávolszky állt a szerkesztőbizottság, egyúttal a lapot kiadó vállalat élén. Az 1880-as években nagy népszerűséget ért el ellenzéki körökben, köszönhetően az élesen kormányellenes hangütésnek és Csávolszky konfrontatív stílusának. Politikai szemléletében liberális elveket követett, táplálta a Kossuth-kultuszt, írásaival az alkotmányos berendezkedés megvalósításáért küzdött. Az 1880-as évek végétől népszerűsége visszaesett, lassan elszürkült, s Csávolszky 1899-ben eladta a lapot. Ezt követően Dienes Márton, 1902-től Hoitsy Pál és Eötvös Károly, 1904-től 1913-as megszűnéséig pedig Papp Zoltán volt a lap főszerkesztője.
A kor irodalmának, közéletének és közművelődésének jeles alakjai látták el írásaikkal a lapot. Így például az Egyetértés munkatársai és szerzői közé tartozott Kossuth Ferenc, Mocsáry Lajos, Szana Tamás, Kálnoki Izidor, Verhovay Gyula, Simonyi Ernő, Eötvös Károly, Mezei Ernő, Gelléri Mór, Schvarcz Gyula, Alexander Bernát, Péterfy Jenő, Ambrus Zoltán, Purjesz Lajos és mások.